# Janina Miščiukaitė
Janina Miščiukaitė-Brazaitienė (* 10. Mai 1948 in Jonava; † 20. Februar 2008 in Vilnius) war eine litauische Sängerin und Musikerin.

## Leben
Janina Miščiukaitė wuchs in der Familie der Musiker auf. Sie absolvierte die Klasse Klarinette an der Juozas-Gruodis-Musikschule in Kaunas und studierte später im Masterstudiengang der Musikedukologie an der Vilniaus pedagoginis universitetas. Sie lehrte an der Balys-Dvarionas-Musikschule und an der Lietuvos muzikos ir teatro akademija.
Sie gewann beim Wettbewerb „Vilniaus bokštai“ und bekam den ersten Antanas-Šabaniauskas-Preis.
2009 wurde die Kunstschule Jonava nach Miščiukaitė umbenannt.
Ihr Grab befindet sich im Friedhof Antakalnis.